# Constanza de Castilla (1259-1280)
Constanza de Castilla (1259-Monasterio de las Huelgas de Burgos, 23 de julio de 1280), infanta de Castilla e hija del rey Alfonso X de Castilla y de la reina Violante de Aragón.
Fue monja, según algunos autores, en el monasterio de las Huelgas de Burgos, en el que falleció a los 21 años de edad.

## Orígenes familiares
Hija de Alfonso X de Castilla y de su esposa la reina Violante de Aragón, sus abuelos fueron, por parte paterna, Fernando III de Castilla y su primera esposa, la reina Beatriz de Suabia. Y por parte materna era nieta de Jaime I de Aragón, rey de Aragón, y de la reina Violante de Hungría.

## Biografía
Constanza de Castilla nació en 1259 y, casi con toda seguridad, entre los meses de febrero y octubre de ese año, como señaló el historiador y genealogista Jaime de Salazar y Acha. Según Pablo Abella Villar, la infanta Constanza fue criada en el monasterio de las Huelgas de Burgos, donde posiblemente estuviera destinada a suceder como señora del monasterio a su tía, la infanta Berenguela de Castilla, que era hija de Fernando III de Castilla y de la reina Beatriz de Suabia y tía carnal de Constanza, aunque esta última falleció primero.

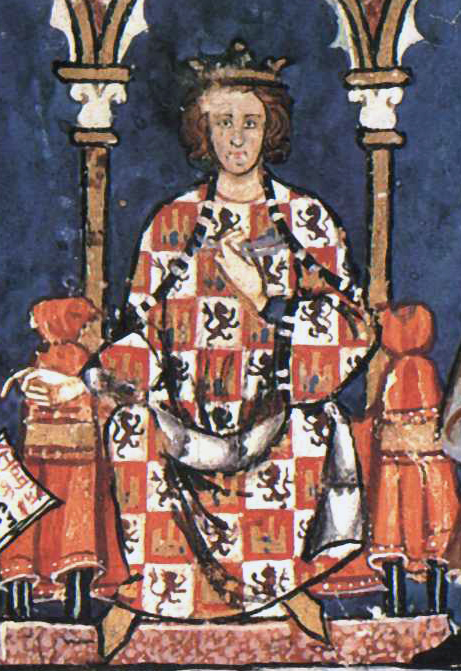
Miniatura medieval que representa a Alfonso X de Castilla.

En 1266, cuando Constanza tenía siete años, está documentada su presencia en el monasterio de las Huelgas de Burgos, donde vuelve a aparecer nuevamente en sendos documentos de 1268 y 1279. Y, por otra parte, hay constancia de que en abril de este último año acompañó a su tía Berenguela de Castilla a la ciudad de Toledo cuando acompañaba los restos de la reina Beatriz de Suabia, que en esa fecha fueron trasladados, por orden del rey Alfonso X el Sabio, desde el monasterio de las Huelgas de Burgos hasta la catedral de Sevilla, a fin de que reposaran junto a los de Fernando III.
El término «señora de las Huelgas» se utiliza para referirse al conjunto de infantas y mujeres de la familia real castellana que a lo largo de los siglos XIII y XIV tuvieron un especial protagonismo en lo referente al gobierno y administración del mencionado monasterio, como señaló Carlos Manuel Reglero de la Fuente, que aseguró que, cronológicamente, la lista de señoras de las Huelgas comenzó con las infantas Constanza de Castilla, hija de Alfonso VIII de Castilla, y Constanza de León, hija del rey Alfonso IX de León, a quienes los documentos denominan «las yfantes».
La infanta Constanza de Castilla falleció a la edad de 21 años, el 23 de julio de 1280, en el monasterio de las Huelgas de Burgos, aunque Amancio Rodríguez López indicó erróneamente que falleció el 22 de agosto. Y en el mencionado monasterio se celebraba cada año el 23 de julio un aniversario en su memoria con 50 salmos, según consta en el Ordinario del monasterio de las Huelgas de Burgos, donde se consignó expresamente que: «Obijt nobilissima Constancia, famula dei, monacha Sancte Marie Regalis, filia illustrissimi Allefonsi regis Castelle et Legionis. Era M.CCC.XVIII. [anno 1280]».

## Sepultura

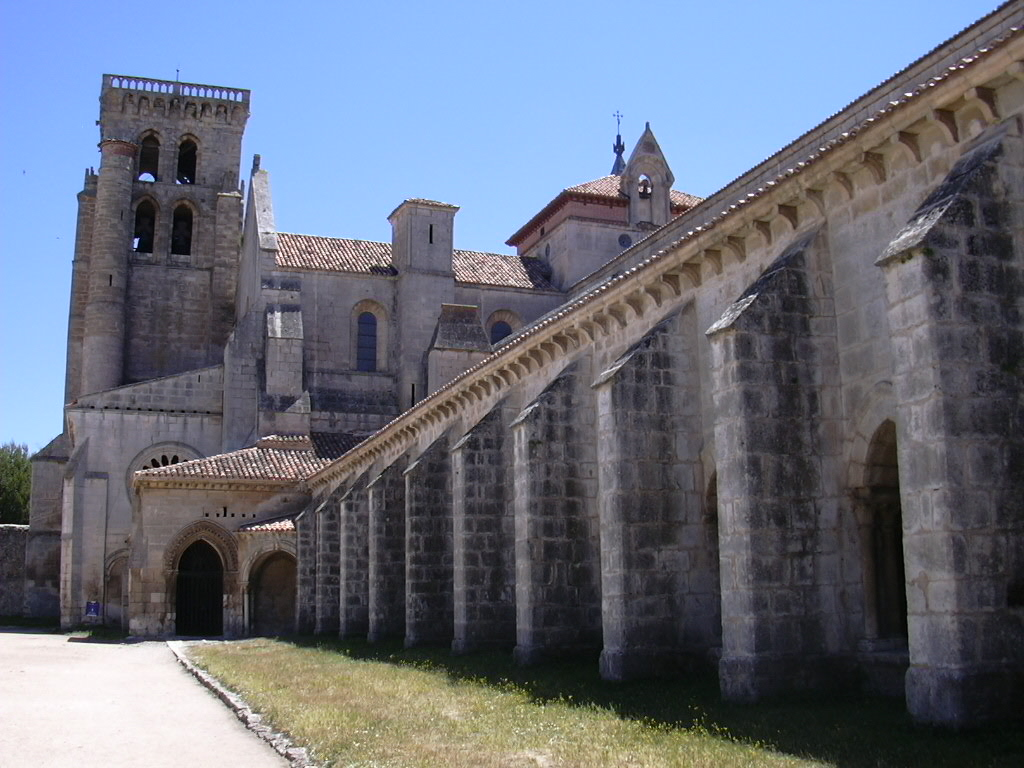
Monasterio de las Huelgas de Burgos.

A su muerte, el cadáver de la infanta Constanza de Castilla recibió sepultura en el monasterio de Santa María la Real de Las Huelgas de Burgos, donde fueron enterrados numerosos miembros de la realeza castellana y en el que también reposaban los restos de un hermano de Constanza, el infante Fernando de la Cerda, primogénito y heredero de Alfonso X. Durante la Guerra de la Independencia Española, el monasterio de las Huelgas fue saqueado por las tropas francesas y la mayoría de sus tumbas profanadas. Pero durante la exploración de los sepulcros del monasterio llevada a cabo a mediados del siglo XX por el arqueólogo e historiador Manuel Gómez-Moreno, se comprobó que el cadáver de la infanta Constanza se hallaba momificado y que el ataúd donde estaba depositado estaba forrado de pana negra y adornado con unos «galoncillos lisos muy claveteados, que forman cruz lisada en la tapa», en palabras de Gómez Moreno. La momia estaba envuelta en un lienzo grueso encerado y tenía restos de una corona de flores «contrahechas con armazón de alambre», y el hecho de que la corona y el ataúd fueran posteriores cronológicamente a los restos mortales de la difunta no debe llevar a suponer que la identificación de la momia sea errónea, en opinión de Gómez Moreno.
Los restos mortales de la infanta descansan en la actualidad en un sepulcro de piedra liso, sin adornos, colocado en la nave de la Epístola o de San Juan del monasterio burgalés.